# ISO 3166-2:LC

Quarters in St. Lucia

Die Liste der ISO-3166-2-Codes für  St. Lucia enthält die Codes für die zehn Quarters.

Die Codes bestehen aus zwei Teilen, die durch einen Bindestrich voneinander getrennt sind. Der erste Teil gibt den Landescode gemäß ISO 3166-1 (für  St. Lucia LC), der zweite den Code für das Quarter wieder.
Die aktuellen Codes stehen auf der Seite der ISO unter #iso:code:3166:LC zur Verfügung.

| Quarter      | Code  |
| ------------ | ----- |
| Anse-la-Raye | LC-01 |
| Castries     | LC-02 |
| Choiseul     | LC-03 |
| Dennery      | LC-05 |
| Gros Islet   | LC-06 |
| Laborie      | LC-07 |
| Micoud       | LC-08 |
| Soufrière    | LC-10 |
| Vieux Fort   | LC-11 |
| Canaries     | LC-12 |